# Massacre de Gnadenhütten
Le massacre de Gnadenhütten a eu lieu vendredi 8 mars 1782 pendant la guerre d'indépendance des États-Unis, dans l'actuel état de l’Ohio. 96 autochtones d'Amérique chrétiens dont 60 femmes et enfants ont été massacrés par un groupe de miliciens de Pennsylvanie, en représailles aux incursions effectuées par un autre groupe d'autochtones, alliés aux britanniques.

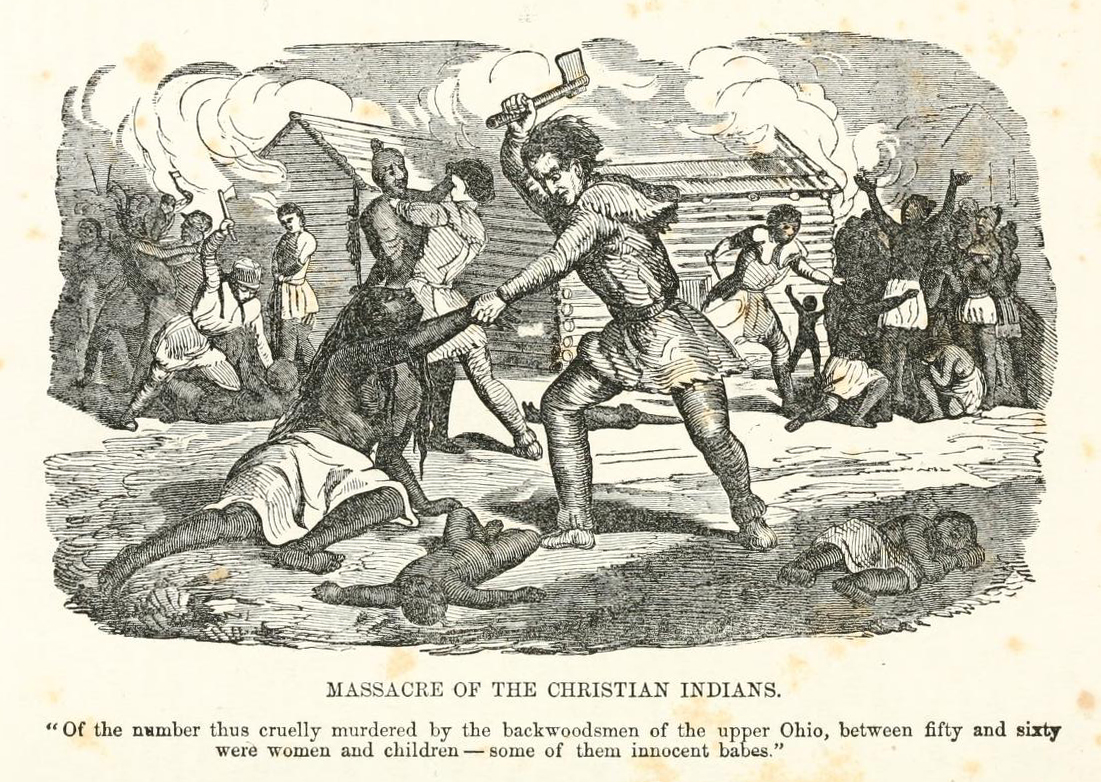
Illustration du massacre.

Les habitants de Gnadenhütten étaient tous des membres des tribus Lenapes et de l’Église moravienne, ils étaient restés neutres pendant la guerre d'indépendance à cause de leurs convictions religieuses et pacifistes. Pourtant, la centaine de civils Autochtones d'Amérique (dont une majorité de femmes et d'enfants) ont été sauvagement assassinés et scalpés par ces miliciens pennsylvaniens commandés par le colonel David Williamson (en).

## Source
- (en) Cet article est partiellement ou en totalité issu de l’article de Wikipédia en anglais intitulé « Gnadenhutten massacre » (voir la liste des auteurs).